# 金山乡 (西充县)
金山乡，是中华人民共和国四川省南充市西充县曾经下辖的一个乡。2019年10月，撤销扶君乡和金山乡，将其所属行政区域划归多扶镇管辖。

## 行政区划
金山乡撤销前下辖以下地区：
桂花村、庙子坝村、金山村、河玉沟村、鼓楼沟村、打船坝村、维摩院村、穿洞沟村和佛子沟村。